# سيدني كارتون
سيدني كارتون (بالإنجليزية: Sydney Carton)‏ هو شخصية محورية في رواية قصة مدينتين للكاتب البريطاني تشارلز ديكنز، وهو شاب إنجليزي بارع وأحيانًا نائب لرفيقه المحام في المحاكم العليا سي.جي سترايفر.
ويُصور كارتون في الرواية على أنه سكير مكتئب وكاره لنفسه بسبب حياته المُبددة، وقد كان يحمل للوسي مانيت حبًا شديدًا لم تبادله إياه، ولكنه مع ذلك يضحي في النهاية بحياته فداءًا لزوجها تشارلز دارني الذي كان محكومًا عليه بالإعدام بالمقصلة كي تنعم أسرتها بالسعادة والاستقرار.

## نظرة عامة
يصور الكاتب الإنجليزي تشارلز ديكنز في روايته «قصة مدينتين» شخصية سيدني كارتون على أنه محام شاب غريب لكنه يتسم بالبراعة ويحمل شبهًا خياليًا بالسجين الذي يدافع عنه تشارلز دارني، وقد استخدم مهارته الرائعة لإنقاذ دارني من الموت وحول قضيته إلى زميله سترايفر الذي نُسب إليه كل المجد لإنقاذ دارني. يُكشف بعد ذلك أن كارتون يحمل لدارني مزيجًا من الحب والكراهية حيث كان يرى فيه كل شئ كان ينبغي أن يكونه ولكنه لم يوفق.
يًلقى القبض على دارني عند عودته إلى فرنسا بسبب كونه أرستقراطي (اسمه الأصلي هو تشارلز إيفرموند)، وقبل إعدامه بالمقصلة يبادره كارتون ويحتال بتبادل الأماكن معه لأجل لوسي ولأجل الصداقة التي تربطهما. وقد ساعده في ذلك «جون بارساد» وهو جاسوس إنجليزي يعمل في أحد السجون الفرنسية.

## اقتباسات للشخصية
- «إنني يا سيدي لكادح بلا أمل، لا أولي لأي شخص على وجه الأرض اهتمامًا، ولا شخص يوليني أي اهتمام.[1]» – سيدني كارتون، قصة مدينتين
- «أن ما أفعله لشئ أفضل كثيرًا من أي فعل قد أقدمت عليه في حياتي، وإن الراحة التي أنا في الطريق إليها لأفضل كثيرًا من أي راحة قد عرفتها على مدار سنوات عمري التي انقضت.[2]» – سيدني كارتون، قصة مدينتين

## وصلات خارجية
- سيدني كارتون Shmoop
- سيدني كارتون Spark Notes